# Gaztelu
Pour les articles homonymes, voir Gaztelu (homonymie).
Gaztelu est une municipalité du Guipuscoa dans la communauté autonome du Pays basque en Espagne.
Gaztelu est la municipalité la plus bascophone du Pays basque. En effet 99,34 % de sa population parlait le basque en 2010.

## Géographie
La municipalité est très petite, comptait 151 habitants fin 2004 et un territoire de 6 km². La population est composée d'un noyau modeste qui est articulé autour de l'église paroissiale, de la mairie et le fronton. La population vit principalement dispersée dans des fermes plus ou moins dispersés autour de ce noyau.
La principale activité économique de la municipalité est agricole, bien qu'une bonne partie de ses habitants travaille dans l'industrie et les services des localités voisines. Dans le village il existe une pension municipale.

## Histoire
L'avis le plus commun est que le nom du village (gaztelu signifie château en basque) provient d'une possible forteresse médiévale qui était construite aux alentours de la montagne Uli, à la frontière avec la Navarre, et très près de l'actuel village. Ce qui est certain est qu'on n'a pas localisé de vestiges de ce château frontalier hypothétique. Comme d'autres petits villages de la zone, Gaztelu a été uni à ville de Tolosa en 1374, pour se protéger des attaques de la guerre des bandes (banderizos). Des siècles plus tard, ce danger disparu, Gaztelu a essayé d'être séparé de nouveau de la ville, mais ne l'a obtenu qu'en 1845, avec l'approbation de la Loi de Mairies. Postérieurement, entre 1966 et 1995, Gaztelu a été uni au village voisin de Leaburu en formant la municipalité de Leaburu-Gaztelu qui a été séparée en 1995, à demande des habitants de Gaztelu.
La totalité de la population pratique l'euskara (la langue basque), qui est la langue habituelle utilisée quotidiennement.

### Sources
- (es) Cet article est partiellement ou en totalité issu de l’article de Wikipédia en espagnol intitulé « Gaztelu (Guipúzcoa) » (voir la liste des auteurs).